# Harold Kitson
Harry Austin Kitson (1874. június 17. - 1951. november 30.) dél-afrikai olimpiai bajnok teniszező.

## Pályafutása
Egy arany és egy ezüstérmet szerzett a Stockholmban rendezett, 1912. évi nyári olimpiai játékokon. A páros versenyben Charles Winslow társaként lett bajnok, még az egyéni versenyen párostársával, egyben honfitársával került össze a döntőben, végül négy szettes mérkőzésben maradt alul megszerezve az ezüstérmet.